# Sahagún
Sahagún – miasto i gmina w Hiszpanii, w prowincji León, w Kastylii i León, o powierzchni 123,64 km². W 2011 roku gmina liczyła 2811 mieszkańców.